# Баранник, Евгений Александрович
Евгений Александрович Баранник (род. 1956) — украинский физик, специалист по медицинской физике, акустике, физике твёрдого тела. Профессор кафедры ядерной и медицинской физики физико-технического факультета Харьковского национального университета. Лауреат Государственной премии Украины в области науки и техники (2013).

## Биография
Евгений Баранник родился 13 июня 1956 в городе Харьков. В 1979 году окончил кафедру теоретической ядерной физики физико-техничесеого факультета Харьковского университета.
После обучения в аспирантуре университета, в 1984 году защитил диссертацию «Высокочастотные свойства и коллективные возмущения в антиферромагнетиках с коллективизированными магнитными электронами» и получил степень кандидата физико-математических наук по специальности «Теоретическая и математическая физика». В 2005 году защитил диссертацию «Локальные эффекты взаимодействия ультразвуковых волн с биологическими объектами» и получил степень доктора физико-математических наук по специальности «Акустика».
С 1986 года работает на физико-техническом факультете Харьковского университета, с 2001 года занимает должность доцента, а с 2005 года — профессора.
В 2013 году Евгению Бараннику была присуждена Государственная премия Украины в области науки и техники за работу «Приборы и средства для диагностики и магнитной нанотерапии рака»

## Научная деятельность
Евгений Баранник исследовал теорию коллективных явлений в магнетиках с коллективизированными электронами. Он открыл ряд новых волновых мод для антиферромагнетиков.
Баранник впервые теоретически исследовал широкоугольное рассеяние акустических волн разностной частоты в результате нелинейного взаимодействия волн по механизму черенковского излучения.
Он вывел аналитические выражения для спектров ультразвукового допплеровского отклика сред и развил методы исключения амплитудных и фазовых искажений ультразвукового допплеровского отклика при локальном формировании спекл-шумов. Эти результаты нашли практическое применение при разработке ультразвуковых диагностических комплексов.
Баранник также внёс весомый вклад в эластографю мягких тканей, исследовав процесс формирования сдвиговых волн в тканях под действием радиационного давления ультразвуковых волн.

## Преподавательская деятельность
На кафедре ядерной и медицинской физики по специальности «Медицинская физика» преподает курсы: «Взаимодействие излучения с веществом», «Введение в физику твёрдого тела», «Физические основы медицинской аппаратуры», «Методы медико-биологических исследований».

## Публикации
Всего более 80 статей, 6 учебно-методических пособий, 10 авторских свидетельств и патентов на изобретения.

### Статьи
Основные статьи за последние годы:
- Barannik E. A. Pulsed Doppler flow-line spectrum for focused transducers with apodized apertures. Ultrasonics, 2001, v.39, no. 4, 311—317
- Barannik E. A., Girnyk S. A., Tovstiak V. V., Marusenko A. I., Emelianov S. Y., Sarvazyan A. P. Doppler ultrasound detection of shear waves remotely induced in tissue phantoms and tissue in vitro. Ultrasonics. 2002, v.40, no.1-8, 849—852.
- Barannik E. A., Girnyk S. A., Tovstiak V. V., Marusenko A. I., Volohov V. A., Emelianov S. Y., Sarvazyan A. P. The influence of viscosity on the shear strain remotely induced by focused ultrasound in viscoelastic media. J. Acoust. Soc. Am., 2004, v.115, no.5, 2989—2995.
- Barannik E. A., Girnyk S. A., Barannik A. E., Tovstiak V. V., Marusenko A. I., Volokhov V. A. The estimation of elasticity and viscosity of soft tissues in vitro using the data of remote acoustic pulpation. Ultrasound Med. Biol., 2006, v.32, no.2, 211—219.
- Barannik E. A., Girnyk S. A., Barannik A. E., Tovstiak V. V., Tolstoluzhskiy D. A. Ultrasound Doppler monitoring of soft tissues phantoms and tissues in vitro heating and thermal destruction during the process of acoustic palpation. Ultrasound Med. Biol., 2009, v.34, no.5, 764—772.
- Barannik E. A., Skresanova I. V. Correlation functions and power spectra of Doppler response signals in ultrasonic medical applications. Ultrasonics, 2012, v.52, no.5, 676—684.
- Barannik E. A., Kulibaba A. A., Girnyk S. A., Tolstoluzhskiy D. A., Skresanova I. V. Displacement Spectra Under Isometric Muscle Contraction: Spectral Doppler Study and Theoretical Models of Ultrasound Response and Muscle Contraction. J Ultrasound Med., 2012, v.31, 1959—1972.
- Matchenko O. S., Skresanova I. V., Tolstoluzhskiy D. A., Barannik E. A. Spectral characteristics of muscular contractions: simulation and experiment // Telecommunications and Radio Engineering — 2014. — 73, N7. — P.639-646.
- E. Barannik, O. Kalantaryan, V. Zhurenko, S. Kononenko, O. Kononenko. Time dependence of silica optical properties during the implantation of fast hydrogen ions: Theory // Nucl Instr Meth in Phys Res B, 2015, Vol. 362, 182—186.
- O. Kalantaryan, V. Zhurenko, S. Kononenko, E. Barannik, O. Kononenko. Time dependence of silica optical properties during the implantation of fast hydrogen ions: Experiment // Nucl Instr Meth in Phys Res B, 2016, Vol. 366, 90-95.

### Научно-методическая литература
- Баранник Е. А. Дифракционные методы медико-биологических исследований: учебно-методическое. — Харьков : ХНУ им. В. Н. Каразина, 2013. — 43 с.
- Баранник Є. О. Гирник С. А., Товстяк В. В. Ультразвукові допплерівські методи медичної діагностики. — Харків : ХНУ ім. В. Н. Каразіна, 2006. — 20 с.
- Баранник Є. О. Гирник С. А., Товстяк В. В. Розрізнювальна здатність ультразвукової діагностичної системи. — Харків : ХНУ ім. В. Н. Каразіна, 2006. — 21 с.
- Баранник Є. О Гирник С. А., Товстяк В. В. Ультразвукова візуалізація та безпека апаратів ультразвукової діагностики і терапії. — Харків : ХНУ ім. В. Н. Каразіна, 2006. — 22 с.
- Баранник Е. А. Гирнык С. А., Товстяк В. В. Новые методы ультразвуковой медицинской доплерэластометрии. — Харьков : ХНУ им. В. Н. Каразина, 2001. — 32 с.

## Награды и звания
- Государственная премия Украины в области науки и техники (2013)[3]